# La Main du diable
Pour plus de détails, voir Fiche technique et Distribution.
La Main du diable est un film fantastique français réalisé par Maurice Tourneur en 1942, sorti en salle le 21 avril 1943, inspiré de la nouvelle de Gérard de Nerval, La Main enchantée.

## Synopsis
Le film commence dans une auberge des Alpes. Des clients sont rassemblés dans la salle du restaurant et discutent. Tout d'un coup, un étrange individu fait irruption. Il porte sous le bras un objet empaqueté qui a la forme d'un coffret, n'a pas de main gauche et paraît avoir le diable à ses trousses. À la suite d'une coupure de courant, le paquet disparaît. Les clients le pressent de raconter son histoire.
Flash-back : Roland Brissot, un piètre peintre éconduit par Irène, la femme qu'il aime, acquiert pour un sou un talisman — une main gauche — à un restaurateur. Il lui apportera le talent, la célébrité dans le monde de la peinture, les femmes, en l'occurrence, l'amour d'Irène. Or, cette acquisition scelle un pacte avec le diable, qui réclame son âme en échange. Un an plus tard, le diable vient lui rappeler sa dette, qu'il peut racheter, sur la base d'un calcul diabolique du petit homme en noir dans lequel s'incarne le diable : un sou le premier jour, deux le deuxième jour, quatre le troisième jour… et ainsi de suite, jusqu'à valoir plus de six millions de francs le vingt-huitième jour. Désespéré car ne pouvant rembourser sa dette, Roland Brissot se retrouve finalement face aux anciens propriétaires de la main, les « maillons de la chaîne », qui racontent chacun à leur tour comment les pouvoirs du talisman ont changé leur vie, pour le meilleur d'abord, pour le pire ensuite. Le petit homme intervient alors, ainsi que Maximus Léo, un moine d'Allevard au XIIIe siècle, à qui le diable avait volé cette main. Maximus Léo leur apprend que le diable ne peut prétendre à l'âme de Roland, puisque la main ne lui appartient pas, et que c'est sa vie qui est en danger. 
Fin du flash-back : retour à l'auberge de montagne. Roland explique aux clients incrédules qu'il recherche la tombe du moine pour lui rendre définitivement la main qui était dans le coffret disparu, et qu'il est poursuivi par le petit homme en noir qui veut le tuer. Ce qui va se produire, dans une dernière scène mouvementée, qui se termine par la chute mortelle de Roland Brissot sur la tombe du moine : la main revient ainsi à son propriétaire.

## Fiche technique
- Titre : La Main du diable
- Réalisation : Maurice Tourneur
- Assistant réalisateur : Jean Devaivre[2]
- Scénario : Jean-Paul Le Chanois, d'après la nouvelle La Main enchantée de Gérard de Nerval
- Décors : Andrej Andrejew
- Photographie : Armand Thirard
- Son : William-Robert Sivel
- Montage : Christian Gaudin
- Musique : Roger Dumas
- Production : Maurice Tourneur, Alfred Greven
- Société de production : Continental Films
- Société de distribution : Tobis
- Pays d'origine :  France
- Langue originale : français
- Format : Noir et blanc - 35 mm - 1,37:1 - son mono (Western Electric Sound System)
- Genre : Fantastique et horreur
- Durée : 82 minutes
- Date de sortie : France : 21 avril 1943
- Affiche : Roger Rojac (France)

## Distribution
- Pierre Fresnay : Roland Brissot
- Josseline Gaël : Irène
- Noël Roquevert : Mélisse, le patron du restaurant
- Guillaume de Sax : Gibelin
- Pierre Palau : le petit homme vêtu de noir
- Pierre Larquey : Ange, le plongeur du restaurant
- André Gabriello : le dîneur
- Antoine Balpêtré : Denis
- Marcelle Rexiane : Madame Denis
- André Varennes : le colonel
- Georges Chamarat : Duval
- Colette Régis : Mme Duval
- Jean Davy : le mousquetaire
- Jean Despeaux : le boxeur
- Clary Monthal : la femme de ménage
- Marcelle Monthil : la colonelle
- Georges Vitray : le médecin
- Henri Vilbert : le brigadier
- Gabrielle Fontan : la chiromancienne
- Louis Salou : le directeur des jeux
- René Blancard : le chirurgien
- Renée Thorel : la dame qui a froid
- Robert Vattier : Perrier
- Georges Douking : le tire-laine
- André Bacqué : le moine Maximus Léo
- Jean Coquelin : le notaire
- Garzoni : le jongleur
- Albert Malbert : Verdure
- Gabrielle Dorziat : la joueuse du casino
- Roger Vincent
- Charles Vissières
- Charlotte Ecard : une pensionnaire
- Jacques Courtin : un gendarme
- Paul Marcel : l'illusionniste
- Roland Milès : un pensionnaire
- Jacques Roussel : le critique
- Many May : la fleuriste
- Henry Gerrar
- Gabrielle Schweitzer : la marchande de fleurs de la Sainte-Irène

## Accueil
« Maurice Tourneur et Jean-Paul Le Chanois modernisent la nouvelle de Gérard de Nerval en conservant sa vénéneuse poésie. Plusieurs récits se répondent, comme des instruments de musique au service d'une étrange mélodie. Le sortilège opère grâce à une fertile recherche esthétique : ombres géantes, collages, tableaux hallucinés... Le pire se déroule toujours hors champ. »

— Cécile Mury, Télérama, 6 juin 2009

## Autour du film
La préparation et le tournage de La Main du diable sont racontés avec précision dans Action !, les mémoires de Jean Devaivre, assistant de Maurice Tourneur pour ce film. Devaivre a assuré les huit derniers jours de la réalisation du film (sur 28 jours au total), et notamment le tournage du jugement, où les possesseurs successifs de « La Main enchantée » retracent l'histoire de la détention du sort. C'est lui aussi qui eut l'idée de représenter la main en mouvement dans son coffre, malgré les réticences du scénariste Jean-Paul Le Chanois. Le plan est tourné avec la propre main de Devaivre. L'anecdote est reprise dans le film Laissez-passer de Bertrand Tavernier, qui a utilisé pour ce film les cent pages des mémoires de Jean-Devaivre relatives à la Continental.